# Duhok SC
Der Duhok Sport Club (kurdisch یانەی وەرزشیی دھۆک) ist ein Fußballverein aus Dohuk, einer rund eine halbe Million Einwohner zählenden Stadt in Irakisch-Kurdistan. Der 1970 gegründete Verein gewann im Jahr 2010 die irakische Fußballmeisterschaft.

## Geschichte
Der Verein wurde 1970 gegründet und am 14. März 1972 offiziell vom nationalen Verband zugelassen. Nach mehreren Jahren in den regionalen Ligen des Governments stieg der Duhok SC 1978 in die zweite Liga auf, wo er sich bis 1990 hielt. Aufgrund der Nichtteilnahme an der Saison 1991/92 aufgrund der politischen Lage in Irakisch-Kurdistan wurde der Klub 1992 in die vierte Liga zurückversetzt, stieg aber bereits nach der ersten Saison wieder in die dritte und 1994 in die zweite Liga auf.
Seit 1998 ist Duhok in der ersten Liga des Landes vertreten und wurde bereits in der zweiten und dritten Saison jeweils Fünfter. In den letzten Jahren konnte sich der Verein stets unter den obersten vier platzieren. Während der Meisterschaftssaison 2009/10 setzte sich Dohuk im Halbfinale gegen Al-Zawraa durch und gewann das Finale am 4. September 2010 im Al-Shaab-Stadion der nationalen Hauptstadt Bagdad gegen Al-Talaba mit 1:0.
2015/16 folgte dann der Abstieg in die zweitklassige Iraq Division One.

## Erfolge
- Irakischer Fußballmeister: 2010

## Andere Sportarten
Der Club unterhält ebenfalls eine Basketball-, Volleyball-, Tennis- und Tischtennisabteilung. Weiterhin werden Kampfsport, Leichtathletik und Radsport angeboten.